# موت (داكوتا الشمالية)
موت (بالإنجليزية: Mott, North Dakota)‏ هي مدينة تقع في ولاية داكوتا الشمالية في الولايات المتحدة. تبلغ مساحة هذه المدينة 2.33 (كم²)، وترتفع عن سطح البحر 726 م، بلغ عدد سكانها 721 نسمة في عام 2010 حسب إحصاء مكتب تعداد الولايات المتحدة.

## التركيبة السكانية
قام مكتب تعداد الولايات المتحدة بتحديد بيانات التركيبة السكانية لموت في تعداد الولايات المتحدة. في ما يلي، التركيبة السكانية حسب تعدادي 2000 و2010.

### تعداد عام 2000
بلغ عدد سكان موت 808 نسمة بحسب تعداد عام 2000، وبلغ عدد الأسر 362 أسرة وعدد العائلات 205 عائلة مقيمة في المدينة. في حين سجلت الكثافة السكانية 894.4 نسمة لكل ميل مربع (345.3/كم2). وبلغ عدد الوحدات السكنية 441 وحدة بمتوسط كثافة قدره 488.1 نسمة لكل ميل مربع (188.5/كم2).
وتوزع التركيب العرقي للمدينة بنسبة 99.50% من البيض و 0.12% من الأمريكيين الأصليين و 0.25% من سكان جزر المحيط الهادئ و 0.12% من عرقين مختلطين أو أكثر.
بلغ عدد الأسر 362 أسرة كانت نسبة 22.4% منها لديها أطفال تحت سن الثامنة عشر تعيش معهم، وبلغت نسبة الأزواج القاطنين مع بعضهم البعض 50.6% من أصل المجموع الكلي للأسر، ونسبة 5.5% من الأسر كان لديها معيلات من الإناث دون وجود شريك، وكانت نسبة 43.1% من غير العائلات. تألفت نسبة 42.3% من أصل جميع الأسر من أفراد ونسبة 27.6% كانوا يعيش معهم شخص وحيد يبلغ من العمر 65 عاماً فما فوق. وبلغ متوسط حجم الأسرة المعيشية 2.83، أما متوسط حجم العائلات فبلغ 2.06.
بلغ العمر الوسطي للسكان 51 عاماً. وكانت نسبة 20.8% من القاطنين تحت سن الثامنة عشر، وكانت نسبة 3.0% بين الثامنة عشر والأربعة وعشرون عاماً، ونسبة 18.1% كانت واقعةً في الفئة العمرية ما بين الخامسة والعشرون حتى والأربعة وأربعون عاماً، ونسبة 23.9% كانت ما بين الخامسة والأربعون حتى الرابعة والستون، ونسبة 34.3% كانت ضمن فئة الخامسة والستون عاماً فما فوق. يوجد لكل 100 أنثى 87.0 ذكر، ويوجد لكل 100 أنثى في الثامنة عشر من عمرها فما فوق 86.6 ذكر.
بلغ متوسط دخل الأسرة في المدينة 27,583 دولار، أما متوسط دخل العائلة فبلغ 33,929 دولار. وكان متوسط دخل الذكور 24,327 دولار مقابل 15,833 دولار للإناث. وسجل دخل الفرد الخاص بالمدينة 15,718 دولار. وكانت نسبة 9.6% من العائلات ونسبة 13.9% من السكان تحت خط الفقر، وكان من هؤلاء نسبة 21.5% تحت سن الثامنة عشر ونسبة 13.6% في الخامسة والستين من العمر وما فوق.

### تعداد عام 2010
بلغ عدد سكان موت 721 نسمة بحسب تعداد عام 2010، وبلغ عدد الأسر 315 أسرة وعدد العائلات 191 عائلة مقيمة في المدينة. في حين سجلت الكثافة السكانية 801.1 نسمة لكل ميل مربع (309.3/كم2). وبلغ عدد الوحدات السكنية 415 وحدة بمتوسط كثافة قدره 461.1 لكل ميل مربع (178.0/كم2).
وتوزع التركيب العرقي للمدينة بنسبة 97.9% من البيض و 0.4% من الأمريكيين الأصليين و 1.7% من عرقين مختلطين أو أكثر.
بلغ عدد الأسر 315 أسرة كانت نسبة 21.6% منها لديها أطفال تحت سن الثامنة عشر تعيش معهم، وبلغت نسبة الأزواج القاطنين مع بعضهم البعض 53.0% من أصل المجموع الكلي للأسر، ونسبة 7.0% من الأسر كان لديها معيلات من الإناث دون وجود شريك، بينما كانت نسبة 0.6% من الأسر لديها معيلون من الذكور دون وجود شريكة وكانت نسبة 39.4% من غير العائلات. تألفت نسبة 37.1% من أصل جميع الأسر من أفراد ونسبة 23.2% كانوا يعيش معهم شخص وحيد يبلغ من العمر 65 عاماً فما فوق. وبلغ متوسط حجم الأسرة المعيشية 2.75، أما متوسط حجم العائلات فبلغ 2.12.
بلغ العمر الوسطي للسكان 52.9 عاماً. وكانت نسبة 20.4% من القاطنين تحت سن الثامنة عشر، وكانت نسبة 3.6% بين الثامنة عشر والأربعة وعشرون عاماً، ونسبة 15% كانت واقعةً في الفئة العمرية ما بين الخامسة والعشرون حتى والأربعة وأربعون عاماً، ونسبة 27% كانت ما بين الخامسة والأربعون حتى الرابعة والستون، ونسبة 34% كانت ضمن فئة الخامسة والستون عاماً فما فوق. وتوزع التركيب الجنسي للسكان بنسبة 47.2% ذكور و52.8% إناث.

## وصلات خارجية
- discovermott.com
- The US50 - Cities and Towns in North Dakota State